# Felix Nottensteiner
Felix Nottensteiner (* 6. Juni 1981 in Gräfelfing) ist ein deutscher Unternehmer und ehemaliger Schauspieler. 

## Leben
Felix Nottensteiner wurde mit elf Jahren Kinderdarsteller und spielte in mehreren Fernsehserien, so als „Maxl Elfinger“ in der RTL-Heimatserie Peter und Paul. Nach dem Fachabitur studierte er an der Fachhochschule für Ökonomie und Management FOM in München Betriebswirtschaftslehre und beendete dieses Studium mit dem Diplom. 
Im Jahr 2008 gründete Nottensteiner einen Online-Versand für Heiztechnik, Grills und Zubehör, den er 2015 veräußerte. 2016 gründete er ein auf Online-Zertifizierung spezialisiertes Unternehmen.

## Filmografie (Auswahl)
- 1994–1998: Peter und Paul (Fernsehserie, 14 Folgen)
- 1995: Ein Bayer auf Rügen (Fernsehserie, 1 Folge)
- 1997: Dr. Stefan Frank (Fernsehserie, 1 Folge)